# Raport Stroopa

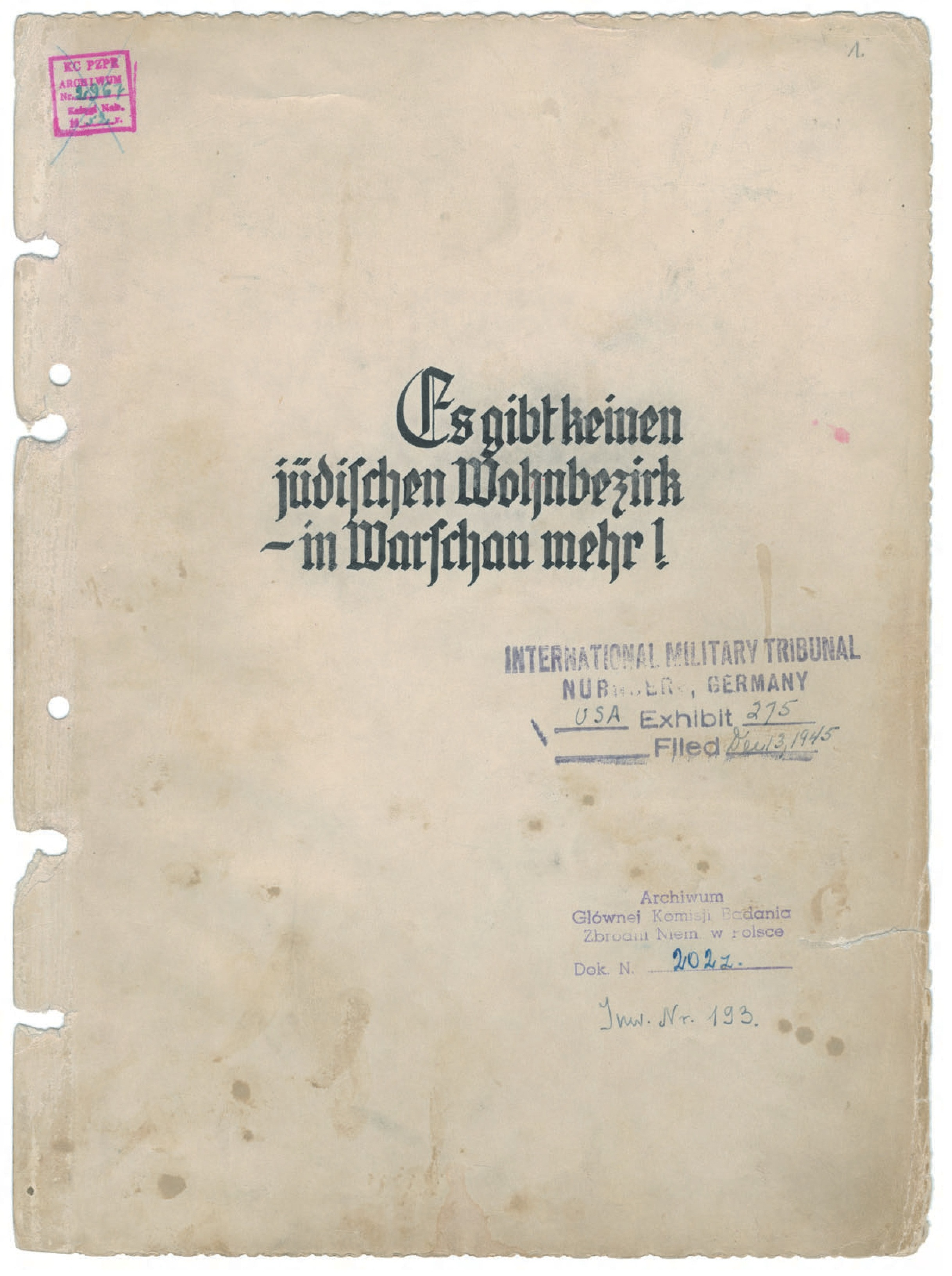
Okładka kopii Raportu Stroopa przechowywanej w Polsce z pieczęciami Głównej Komisji Badania Zbrodni Niemieckich w Polsce oraz Międzynarodowego Trybunału Wojskowego w Norymberdze

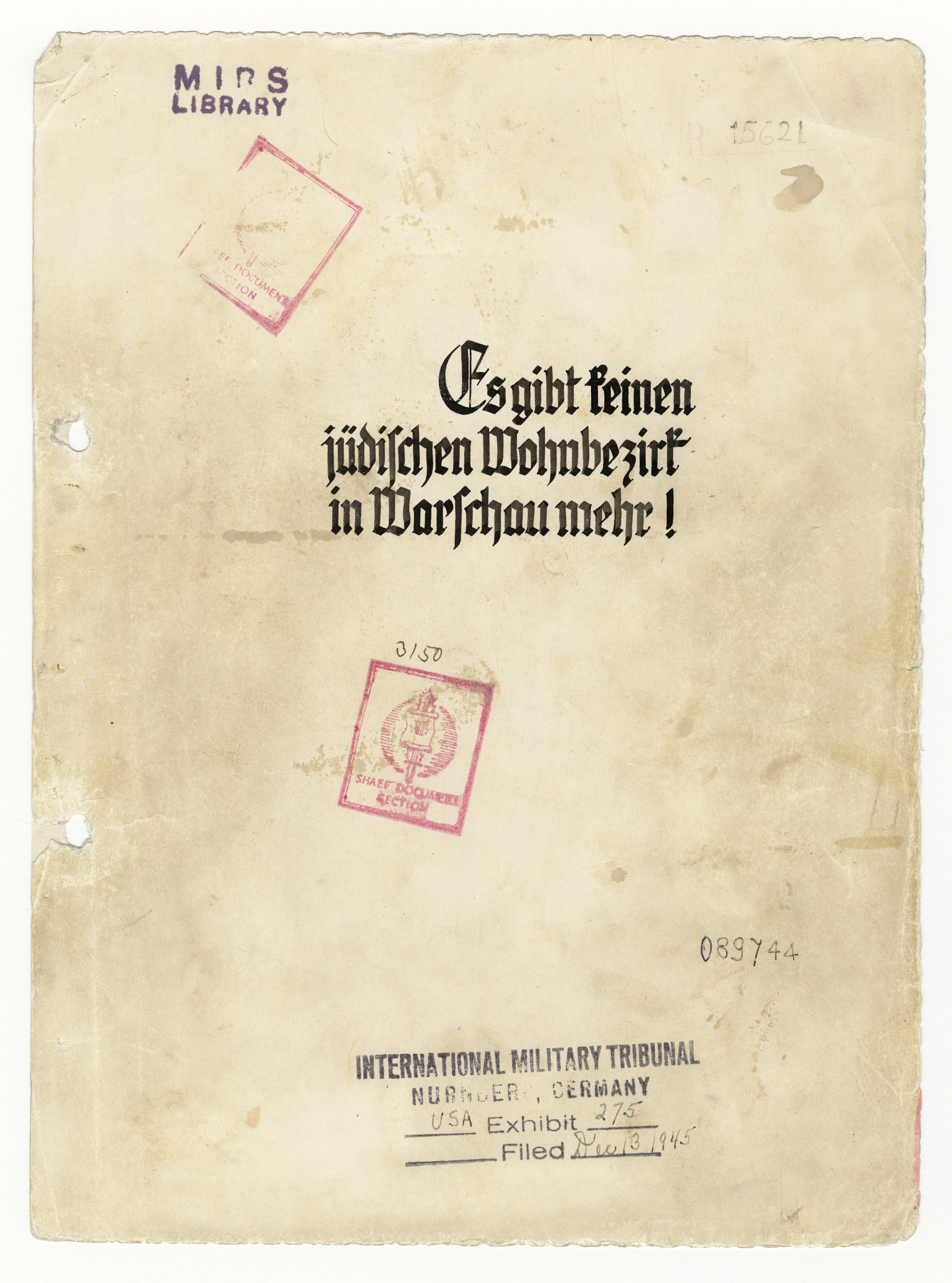
Okładka Raportu Stroopa ze znakami Międzynarodowego Trybunału Wojskowego w Norymberdze

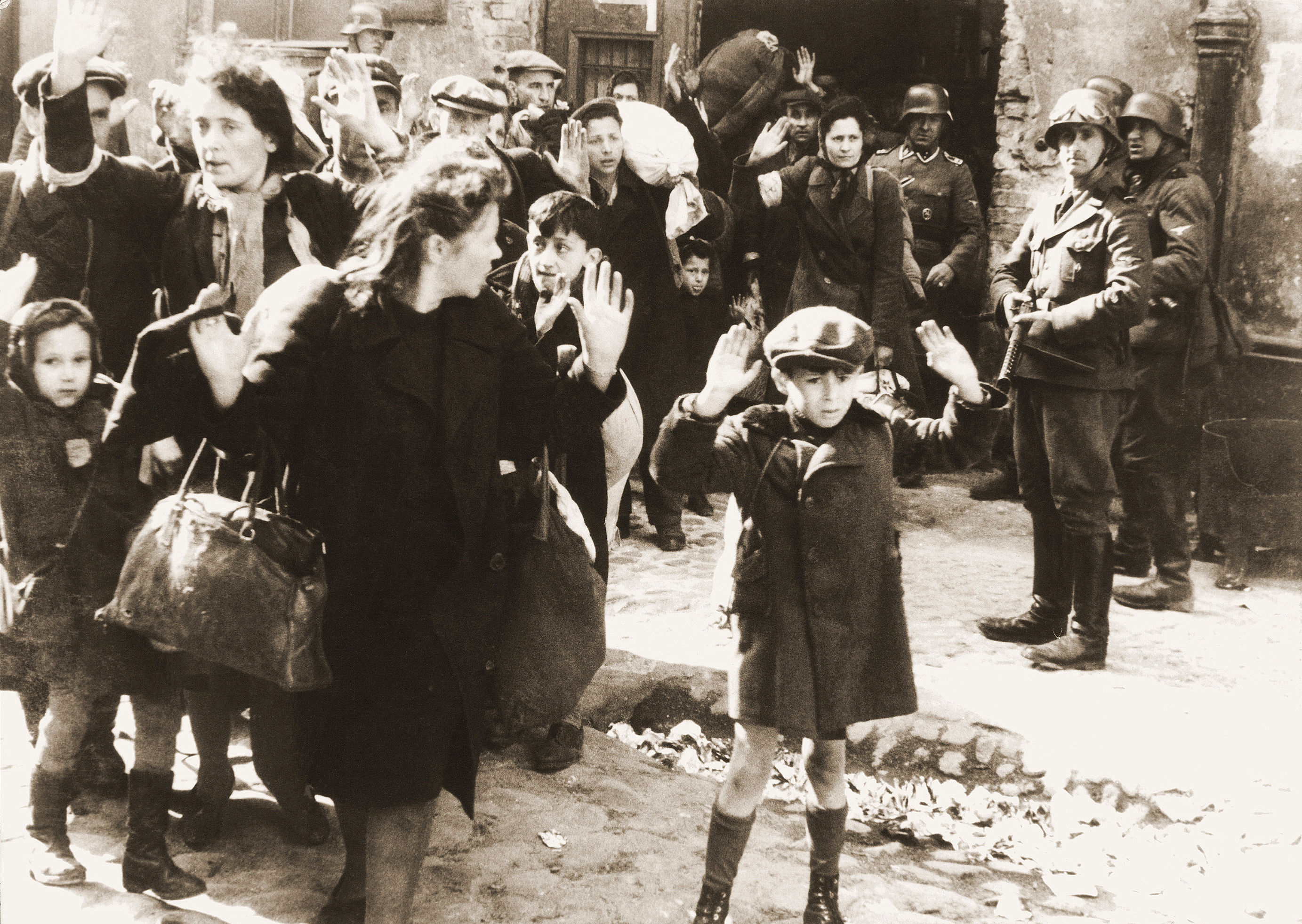
Żydowska ludność cywilna schwytana podczas tłumienia powstania (fotografia z Raportu Stroopa)

Raport Stroopa – oficjalny raport napisany w maju 1943 przez Jürgena Stroopa, dowódcę niemieckich sił likwidacyjnych w getcie warszawskim przygotowany dla Heinricha Himmlera. 75-stronicowy dokument opisuje niemiecką wersję wydarzeń podczas powstania w getcie warszawskim.
Obok tak zwanego Raportu Katzmanna stanowi on jedno z najważniejszych źródeł dokumentujących eksterminację polskich Żydów podczas II wojny światowej na terenie okupowanej Polski. Oba raporty zostały przekazane stronie polskiej w 1948 przez aliancką Prokuraturę do spraw Zbrodni Wojennych i spoczęły początkowo w archiwum Głównej Komisji Badania Zbrodni Hitlerowskich w Polsce; obecnie znajdują się w Instytucie Pamięci Narodowej w Warszawie. W 2020 IPN przekazał go w depozyt Muzeum Getta Warszawskiego.
W 2017 dokument został wpisany na listę UNESCO Pamięć Świata.

## Historia
Raport przygotowany został w trzech kopiach bezpośrednio po likwidacji warszawskiego getta w 1943 na polecenie Jürgena Stroopa. Po zakończeniu II wojny światowej stanowił on w procesach norymberskich dowód rzeczowy o sygnaturze „dokument nr 1061-PS” i przedłożony został 13 grudnia 1945 przez majora armii amerykańskiej Williama F. Walsha. W dniu następnym raport ten został szczegółowo omówiony w trakcie obrad sądowych. Odegrał on istotną rolę w procesie Hermanna Göringa oraz jego autora Jürgena Stroopa. Po raz pierwszy o jego istnieniu wspomniał publicznie 21 grudnia 1945 sędzia Najwyższego Sądu USA Robert H. Jackson przed Międzynarodowym Trybunałem Wojskowym w Norymberdze.

W temacie tym przywołam jeszcze jeden odrażający dokument, dowodzący zorganizowanego i systematycznego charakteru prześladowania Żydów. Dysponuję raportem zredagowanym z niemiecką precyzją, zilustrowanym fotografiami, które uwierzytelniają ten niewiarygodny tekst, i wspaniale oprawionym w skórę, z dbałością, jaka cechuje dzieła, z których jest się dumnym. To oryginalny raport generała SS Stroopa, którego zadaniem było zniszczenie getta w Warszawie. Strona tytułowa zawiera słowa «Żydowskie getto w Warszawie już nie istnieje». Charakterystyczne, że jedna z fotografii wypędzanych ludzi nosi podpis «żydowscy bandyci». Fotografie te przedstawiają na ogół kobiety i małe dzieci. Raport zawiera codzienne sprawozdania z morderstw popełnianych głównie przez organizację SS, zbyt licznych, by o nich opowiadać.

Jedna z trzech kopii raportu Stroopa została przekazana stronie polskiej przez Urząd Szefa Prokuratury do spraw Zbrodni Wojennych dnia 10 czerwca 1948. W Polsce raport po raz pierwszy opisał Stanisław Piotrowski w wydanej w tym samym roku książce pod tytułem „Sprawozdanie Jurgena Stroopa o zniszczeniu getta warszawskiego”.
Wszystkie trzy kopie zachowały się do dziś. Obecnie znajdują się one w Narodowym Archiwum Stanów Zjednoczonych (NARA) w Waszyngtonie, w niemieckim Bundesarchiv w Koblencji oraz w polskim Instytucie Pamięci Narodowej (IPN) w Warszawie. W 2020 Instytut przekazał go w depozyt Muzeum Getta Warszawskiego.
W kwietniu 2013 IPN opublikował bezpłatnie w Internecie książkowe wydanie Raportu z 2009.

## Opis dokumentu
Raport Stroopa zawiera 75 stron zapisanych pismem maszynowym. Do tekstu dołączono także 52 czarno-białe zdjęcia ilustrujące akcję likwidacji warszawskiego getta podpisane ręcznie pismem gotyckim. Przygotowany został w trzech identycznych kopiach dla Heinricha Himmlera, Friedricha Wilhelma Krügera i Jürgena Stroopa. Dokument składa się z trzech części:
- wstępu oraz wyszczególnienia jednostek operacyjnych z podsumowaniem zadań wykonanych w getcie przez SS.
- kolekcji dziennych meldunków wysłanych do szefa Policji oraz SS Friedricha Wilhelma Krügera zawierających również statystykę zabitych i aresztowanych Żydów oraz „polskich bandytów”.
- serii 52 czarno białych fotografii zrobionych w czasie operacji likwidacji warszawskiego getta wraz z podpisami.

## Treść

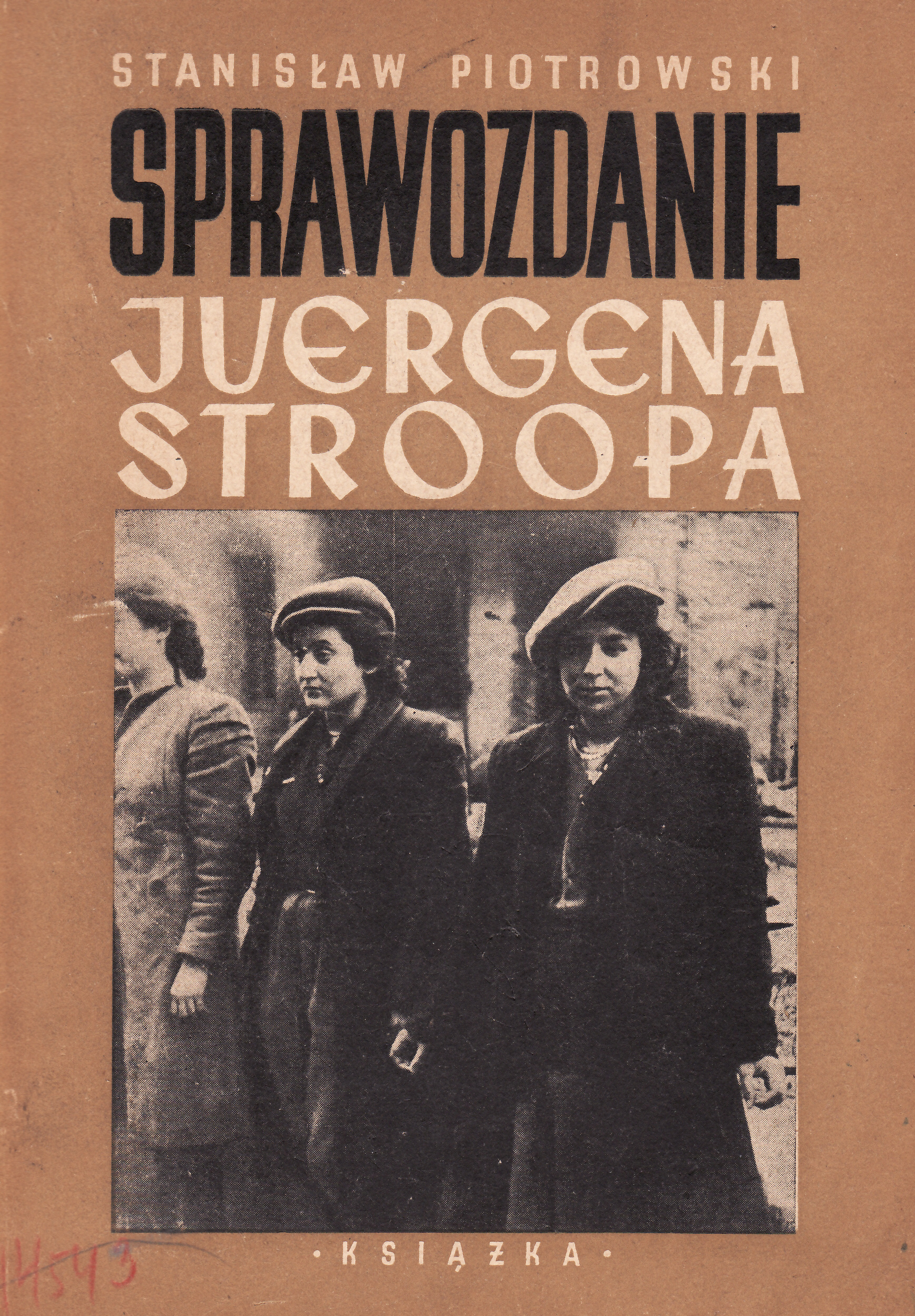
Pierwsze książkowe wydanie „Sprawozdania Juergena Stroopa” z 1948 Stanisława Piotrowskiego

Raport zawiera wyszczególnienie jednostek użytych w operacji wraz z imienną listą zaangażowanych osób.
Raport wielokrotnie wspomina o zaangażowaniu w walki polskiego ruchu oporu zarówno w atakach wymierzonych w kordon policyjny rozmieszczony wokół getta jak w walkach w jego wnętrzu. Autor wobec Polaków używa określenia „polnische Banditen” – „Polscy bandyci”. Adekwatne opisy znajdują się w następujących fragmentach:
- We wstępie pisze, że jego siły były: „nieustannie pod ostrzałem ognia spoza getta, to znaczy ze strony aryjskiej” ... oraz „Przy pierwszym wtargnięciu do getta udało się Żydom i polskim bandytom dzięki przygotowanemu napadowi z bronią w ręku odeprzeć nasze atakujące siły wraz z czołgami i wozami pancernymi”.
- Główna grupa Żydów, wymieszana z polskimi bandytami, wycofała się na tak zwany plac Muranowski już w pierwszym lub drugim dniu walk. Tam zostali dozbrojeni przez znaczną grupę polskich bandytów. Grupa ta postanowiła się ufortyfikować w każdy możliwy sposób aby powstrzymać nas od dalszej penetracji terenu getta. Na dachu betonowego budynku wznieśli dwie flagi żydowską oraz polską jako sygnał do walki przeciw nam. Te dwie flagi zostały zdobyte w drugim dniu akcji podczas rajdu specjalnej grupy bojowej. W walkach z bandytami poległ SS-Untersturmführer Dehmke[8][9][10][11].
- Pod datą 22 kwietnia „Należy ponadto donieść, że od wczoraj część znajdujących się w akcji oddziałów jest ciągle ostrzeliwana spoza getta, a więc ze strony aryjskiej. Oddziałom szturmowym, które natychmiast przeciwdziałały, udało się w jednym wypadku schwytać 35 polskich bandytów, komunistów, których natychmiast zlikwidowano. W czasie rozstrzeliwań zarządzonych dzisiaj z konieczności, zdarzało się znowu, że bandyci ginęli z okrzykiem: „Niech żyje Polska”, „Niech żyje Moskwa”[12].
- Pod datą 27 kwietnia w swoim raporcie Jürgen Stroop opisuje niemieckie walki przeciw licznej grupie żydowskich powstańców ulokowanych w budynkach przylegających do północno-wschodniej części getta, znajdujących się poza jego terenem na Muranowie. Stroop wysłał tam jednostki pod dowództwem Diehla na podstawie donosu, który wpłynął do niemieckiego dowództwa. Niemcy odkryli tam 120-osobową grupę „silnie uzbrojoną w pistolety, karabiny oraz lekkie karabiny maszynowe”, która stawiała opór. W bitwie, która się wywiązała, „24 bandytów zostało zabitych, a 52 aresztowano”[13]. Walki przeciągnęły się do dnia następnego. Stroop notuje „(...) aresztowaliśmy 17 Polaków, pomiędzy nimi dwóch policjantów polskich, którzy powinni byli wiedzieć o istnieniu tej bandy. W operacji zdobyliśmy 3 karabiny, 12 pistoletów, częściowo o większym kalibrze, 100 polskich granatów, 27 niemieckich hełmów, całkiem sporą liczbę niemieckich mundurów i płaszczy, amunicję do karabinów maszynowych, 300 magazynków amunicji itd. Dowódca oddziału szturmowego miał trudne zadanie do spełnienia, gdyż wielu bandytów nosiło niemieckie mundury. Ale pomimo tego energicznie się z tym uporał. Pomiędzy bandytami, którzy zostali złapani lub zabici było trochę polskich terrorystów, których zidentyfikowaliśmy z całą pewnością. Dzisiaj z sukcesem odkryliśmy i zlikwidowaliśmy jednego z założycieli oraz przywódców żydowsko–polskiej organizacji wojskowej”[14][15].

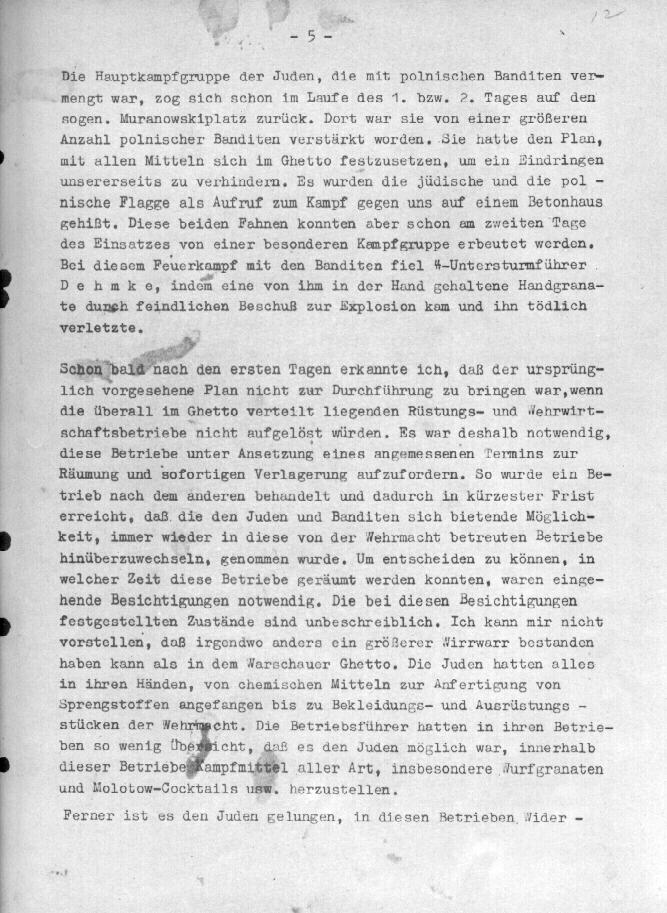
Piąta strona Raportu Stroopa z opisem bitwy na placu Muranowskim
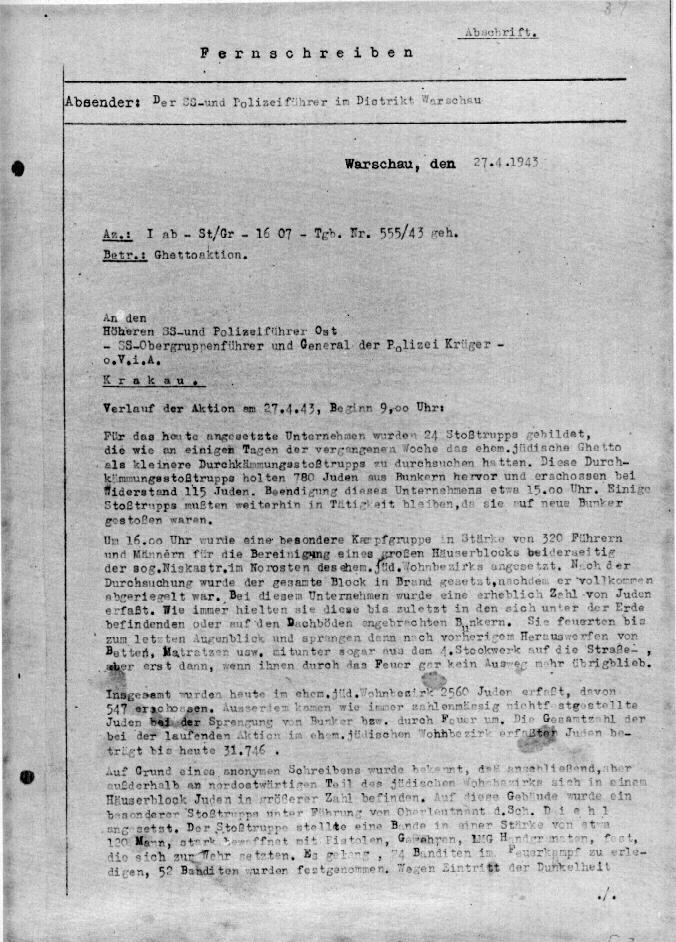
Strona 39 z Raportu Stroopa opisująca akcje bojowe z getta w dniu 27 kwietnia 1943
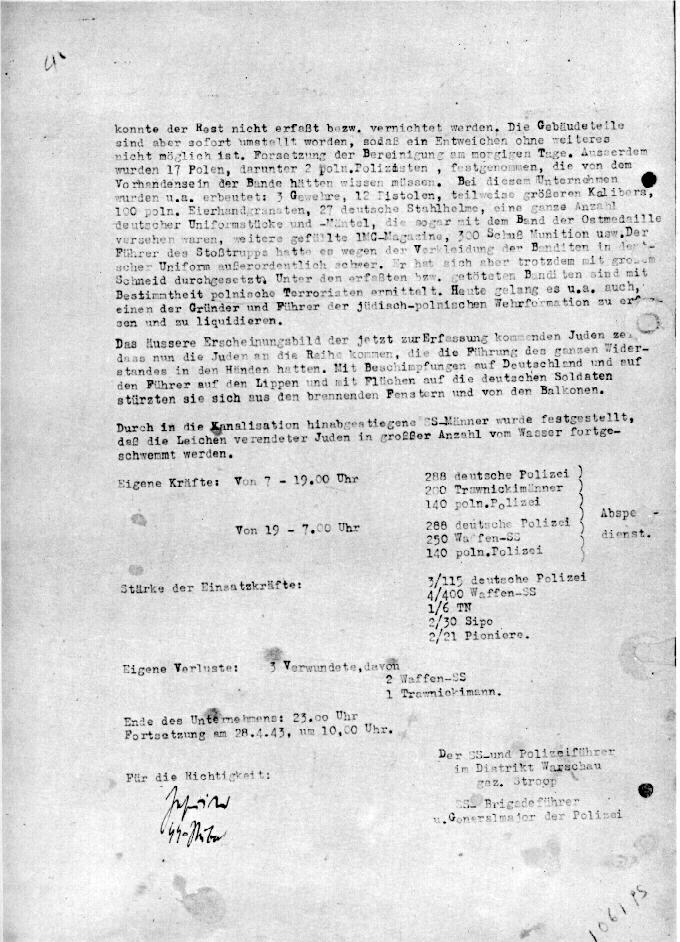
Kontynuacja meldunku z dnia 27 kwietnia opisująca walki przeciw „jüdisch-polnische Wehrformation” – żydowsko-polskiej formacji zbrojnej

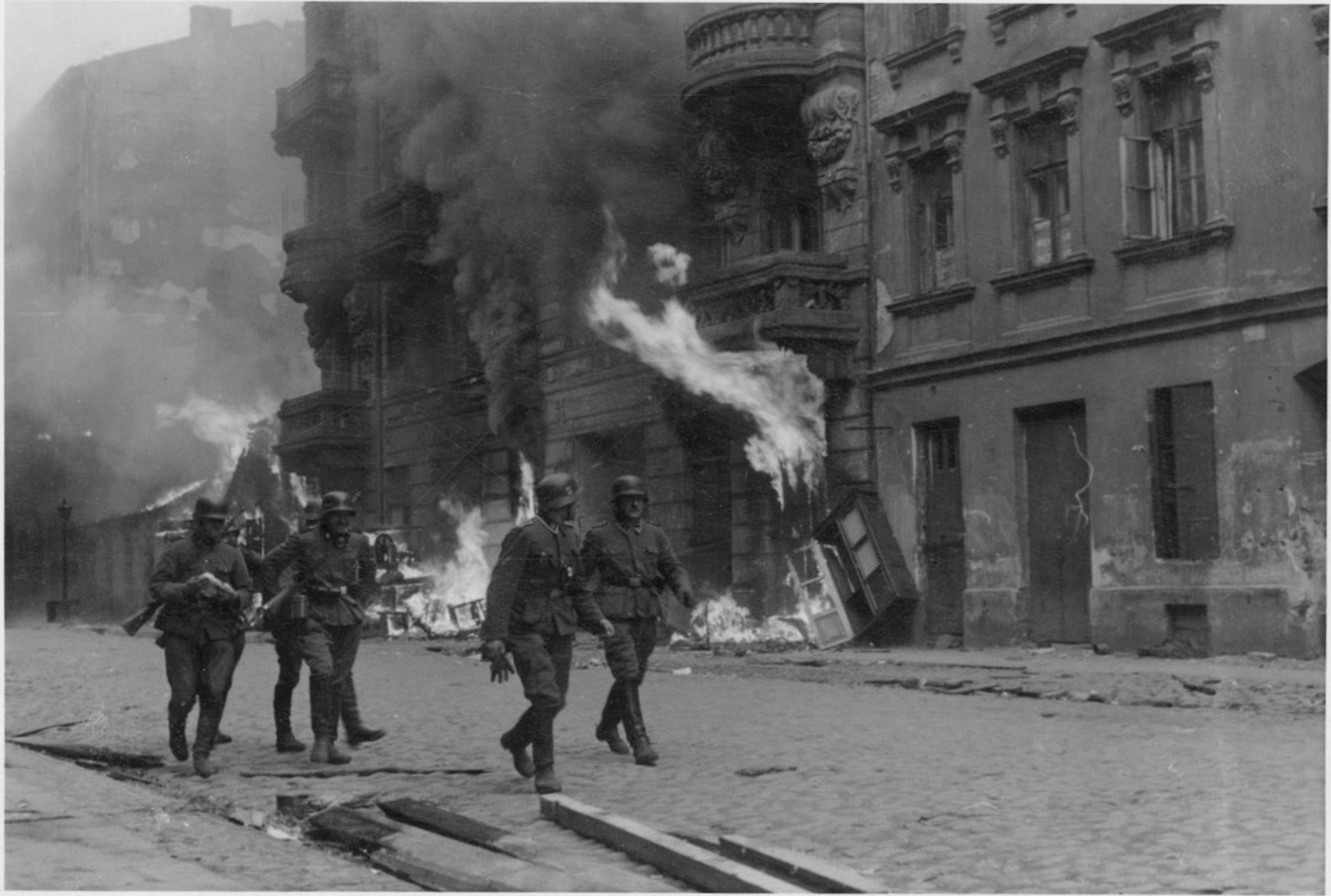
Fotografia z Raportu Stroopa. Oryginalny niemiecki podpis: „Drużyna szturmowa”

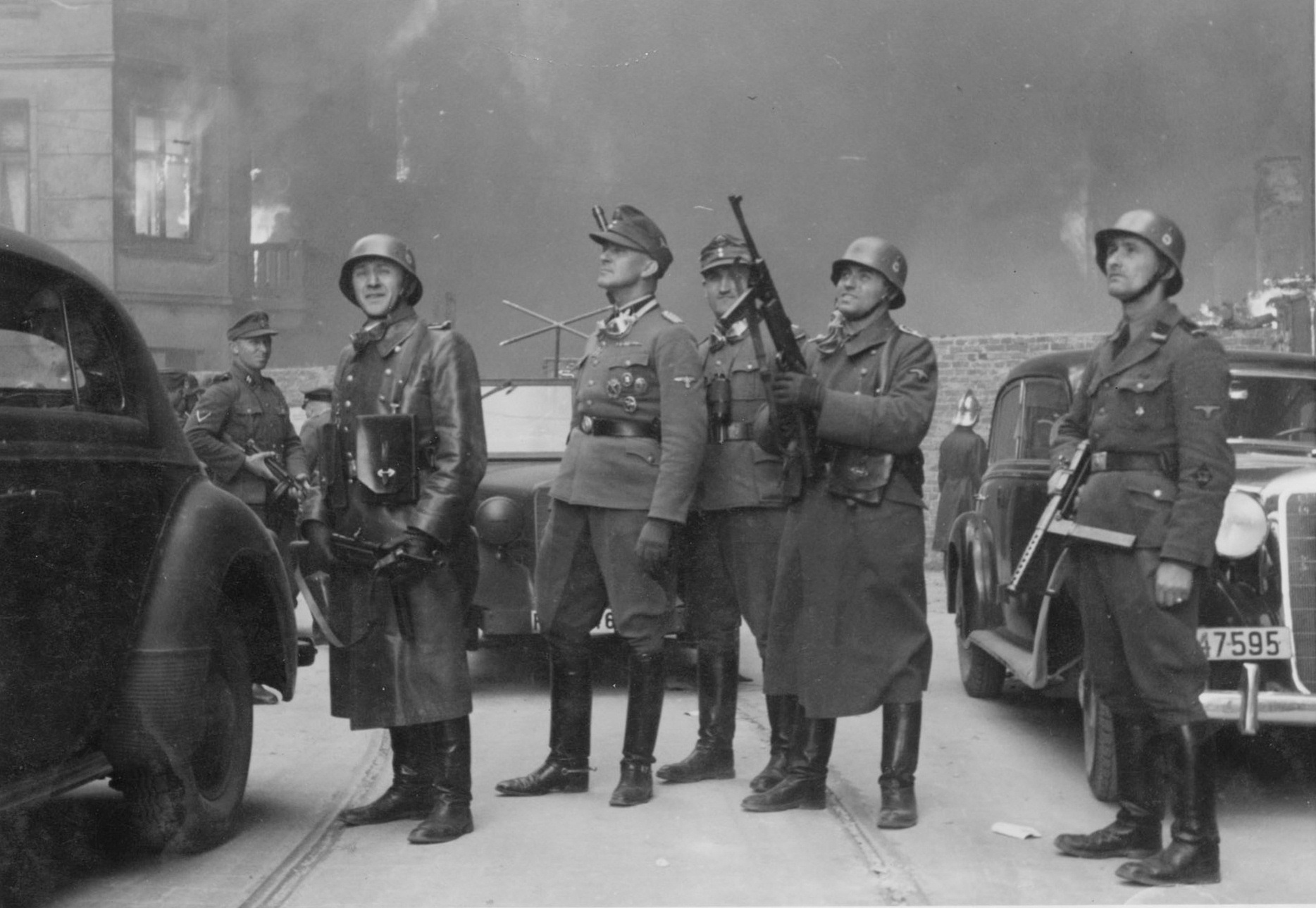
Fotografia z Raportu Stroopa. Oryginalny niemiecki podpis: „Dowódca wielkiej operacji”. Generał SS Jürgen Stroop stoi pośrodku i patrzy do góry; z jego lewej strony Josef Blösche

W swojej relacji z całej akcji pacyfikacyjnej w getcie Jürgen Stroop chronologicznie podaje konkretne liczby złapanych i zabitych „Żydów oraz polskich bandytów” czasem wyszczególniając ich polską narodowość:
- pod datą 22 kwietnia Stroop notuje, że jego siły zabiły „203 Żydów i bandytów” oraz „35 Polaków zabito poza gettem”,
- pod datą 23 kwietnia „200 Żydów i bandytów”,
- 27 kwietnia „24 polskich bandytów zabitych w bitwie; 52 polskich bandytów aresztowano”,
- 28 kwietnia „10 bandytów zabitych i 9 aresztowano”,
- 8 maja „aresztowano 60 ciężko uzbrojonych bandytów”,
- 9 maja podaje, że „złapano 1037 Żydów i bandytów oraz że zastrzelono 319 bandytów i Żydów. W sumie złapano 51.313 Żydów; 254 Żydów i bandytów zastrzelono poza gettem”,
- 10 maja „złapano 187 bandytów i Żydów”,
- 11 maja „złapano 931 Żydów i bandytów oraz 53 bandytów zastrzelono”,
- 14 maja „154 Żydów i bandytów zastrzelono”,
- 15 maja „67 bandytów i Żydów zastrzelono”,
- 16 maja „zniszczono 180 Żydów, bandytów i podludzi”.

## Krytyka raportu
Sam raport należy traktować ostrożnie i z pewnym krytycyzmem, a jest on w pewnym sensie usprawiedliwieniem relatywnie długo trwających walk i kiepskiego dowodzenia. Między innymi w meldunku z 8 maja 1943 (Zn. akt: I ab – St/Gr. 1607 – L.dz. 624/43 tjn.) Stroop stwierdza: „W rezultacie udało się bunkier kierownictwa partyjnego otworzyć i ująć około 60 silnie uzbrojonych bandytów”, natomiast w tym samym meldunku jako zdobycz wszystkich akcji z tego dnia podaje jedynie: „około 15–20 pistoletów różnego kalibru, większe ilości amunicji do pistoletów i karabinów, prócz tego pewną liczbę granatów ręcznych wykonanych własnym przemysłem w byłych zakładach zbrojeniowych”.